# Gertrud Schilling
Gertrud Schilling (* 30. März 1949 in Solingen) ist eine hessische Politikerin (Die Grünen) und ehemalige Abgeordnete des Hessischen Landtags sowie des Bundestags.

## Ausbildung und Beruf
Gertrud Schilling legte 1968 in Wiesbaden das Abitur ab und studierte Lehramt an der Universität Frankfurt. Ab 1972 arbeitete sie an verschiedenen Schulen als Lehrerin.

## Politik
Von 1978 bis 1979 war Gertrud Schilling Mitglied der Grüne Liste Hessen (GLH) und seit Oktober 1979 der Grünen. Bei der Landtagswahl in Hessen 1982 wurden erstmals Vertreter der Grünen, darunter Gertrud Schilling, in den Landtag gewählt. Der Versuch von Holger Börner, mittels Minderheitsregierung zu regieren („Hessische Verhältnisse“), scheiterte nach wenigen Monaten. Bei der vorgezogenen Landtagswahl in Hessen 1983 wurde Gertrud Schilling erneut gewählt. Aufgrund des bei den Grünen damals praktizierten Rotationsprinzips musste sie am 16. April 1985 ihr Mandat aufgeben.
In den Jahren 1987 bis 1990 war Gertrud Schilling Mitglied des Deutschen Bundestages. Mit elf Ordnungsrufen in dieser Wahlperiode ist sie die weibliche Bundestagsabgeordnete mit den meisten derartigen parlamentarischen Verwarnungen (womit sie allerdings Herbert Wehners Rekord von 57 beziehungsweise 58
Ordnungsrufen nicht gefährden konnte).

## Libyen-Besuch
Im Juli 1982 besuchten Alfred Mechtersheimer, Roland Vogt, Gertrud Schilling und der spätere SPD-Innenminister Otto Schily (damals noch Grünen-Mitglied) Libyens Diktator Muammar al-Gaddafi. Dieser Besuch wurde vielfach kritisiert.

## Weblink
- Gertrud Schilling. Abgeordnete. In: Hessische Parlamentarismusgeschichte Online. HLGL & Uni Marburg, abgerufen am 15. September 2024 (Stand 28. November 2023).